# کاموف-۶۰
کاموف-۶۰ نهنگ قاتل (به روسی: Касатка)، یک بالگرد ترابری نظامی ۴ پره روسی است که جهت رساندن مهمات و سلاح در منطقه جنگی، گشت، انجام جستجو و نجات، خلبان‌های آموزشی، و همچنین برای حمل و نقل و آزادسازی سربازان چترباز و شناسایی هوایی توسعه یافته‌است. این بالگرد مجهز به یک موتور توربوشفت آردی-۶۰۰وی ساخت ان‌پی‌او ساترن (به انگلیسی: RD-600V by NPO Saturn) می‌باشد. اولین پیش‌نمونه این بالگرد در ۱۰ دسامبر ۱۹۹۸ ساخته شد.
ک‌آ-۶۰ قرار است جایگزین بالگرد میل۸/۱۷ در نیروهای مسلح و پلیس روسیه گردد.